# Avène
Avène é uma comuna francesa na região administrativa de Occitânia, no departamento de Hérault. Estende-se por uma área de 62,65 km². Em 2010 a comuna tinha 288 habitantes (densidade: 4,6 hab./km²).